# Aufstand in Malakand

Stammesgebiete von Malakand (dunkelgrün) im heutigen Nord-Pakistan.

Als Aufstand in Malakand wird eine bewaffnete Revolte der paschtunischen Stämme gegen die britischen Kolonialtruppen bezeichnet, welcher sich im Sommer 1897 in der Region Malakand, einer nordwestlichen Grenzprovinz Britisch-Indiens, ereignete, in dessen Verlauf es zur Belagerung des Militärpostens Malakand und der Festung Chakdara kam.
Angeführt wurde der Aufstand durch den Fakir Saidullah, der mindestens 10.000 Stammeskrieger ins Feld führte. Trotz der zahlenmäßigen Überlegenheit des Gegners gelang es den britischen Kolonialtruppen, ihre Stellung zu halten, bis Verstärkung aus Nowshera eintraf.
In der Folge kam es zu verschiedenen Militärkampagnen gegen die an der Belagerung beteiligten Stämme, während derer es erneut zu heftigen Gefechten zwischen den britischen Kolonialtruppen und den aufständischen Stammeskriegern kam.
Prominenter Zeitzeuge war der spätere britische Premierminister Winston Churchill, der als 22-jähriger Offizier (Second Lieutenant) der Kavallerie an den Kampfhandlungen teilnahm und als Kriegsreporter zunächst für zwei Zeitungen über die Belagerung berichtete, bevor er 1898 ein auf seinen Beobachtungen basierendes Sachbuch veröffentlichte.

## Verlauf

### Belagerung des Militärposten Malakand

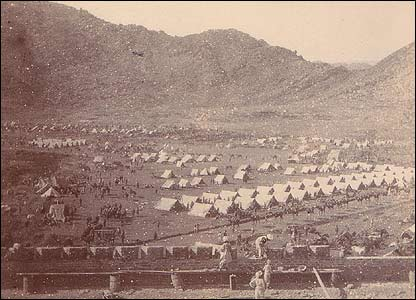
Malakand Südlager während der Belagerung von Makaland

#### Nacht vom 26. auf den 27. Juli
Als am 26. Juli 1897 um 21:45 Uhr vom Fort Chakdara telegrafiert wurde, dass eine größere Gruppe paschtunischer Stammeskrieger sich dem Militärlager in Malakand nähere, wurde es offensichtlich, dass es nur eine Frage der Zeit war, bis es zum Angriff auf die britischen Stellungen kommen würde. Kurz darauf ereignete sich bereits der erste Angriff auf das in einem Talkessel befindliche Südlager des Militärpostens Malakand. Um das Eindringen des Feindes in das Lager zu verhindern, wurden die 45. Sikhs unter Colonel McRae entsandt, um den Amandara-Pass zu besetzen. Zwar kam es dort zu heftigen Kämpfen, doch gelang es McRae mit seiner Einheit, die Stellung zu halten und den Feind daran zu hindern, über den Pass ins Lager vorzustoßen.
Allerdings drangen die Aufständischen über eine andere Straße in den Talkessel ein, weshalb es nun im Lager selbst zu heftigen Kämpfen kam. Zwar war es zunächst den Truppen der 24. Punjab Infanterie unter Lieutenant Climo möglich, den Feind zurückzudrängen, doch als immer mehr Scharfschützen von den Berghängen aus das Feuer eröffneten, sah sich Lieutenant Climo dazu gezwungen, sich auf eine innere Verteidigungslinie zurückzuziehen, die schließlich gehalten werden konnte.
Da das nördliche Lager ebenfalls von den Paschtunen belagert wurde, konnten die Stammeskrieger auf der als Verbindung zwischen beiden Positionen dienenden Straße zum südlichen Lager vorrücken. Allerdings wurde auch diese Straße von britischen Truppen erfolgreich gehalten.
Im Laufe der Nacht konnte das bereits verlorene Munitionslager zurückerobert werden, doch nahm die Heftigkeit der Angriffe immer weiter zu. Deshalb wurde schließlich Verstärkung aus einem nahegelegenen Fort, welches wegen seiner massiven Bauweise nicht durch den nur mit Gewehren bewaffneten Feind eingenommen werden konnte, angefordert. Insgesamt wurden 100 Mann aus dem Fort zur Verteidigung des Lagers entsendet.
Aufgrund ihrer großen Verluste zogen sich die Stammeskrieger schließlich um 3:30 Uhr zurück. Doch erst um 4:15 Uhr verließen schließlich auch die Scharfschützen die das Lager umgebenden Hänge.
Insgesamt wurden in der Nacht vom 26. auf den 27. Juli fünf britische Offiziere verletzt und einer getötet. Zwei der verwundeten Offiziere erlagen später ihren Verletzungen. Ebenfalls wurden 21 Sepoys getötet und 31 weitere verletzt.

#### 27. Juli
Obwohl es zunächst am Morgen des 27. Juli zu keinen direkten Angriffen kam, wurde dennoch ein beständiges, wenn auch nicht sehr effektives Feuer von weiter entfernten Berghängen durch die Stammeskrieger aufrechterhalten.
Zu diesem Zeitpunkt wurde eine Einheit unter Major Gibbs damit beauftragt, das Tal rund um das nördliche Lager aufzuklären und von feindlichen Truppen zu säubern. Als dieser schließlich auf heftigen Widerstand stieß, erhielt er den Befehl zum Rückzug und kehrte zum Lager zurück.
In diesem Moment wurde das südliche Lager erneut im Zentrum angegriffen. Allerdings gelang es Lieutenant Climos 24. Punjab Infanterie, obwohl sie von den feindlicher Truppen heftig attackiert wurden, vorzurücken und dem Gegner schwere Verluste zuzufügen.
Trotz der gefährlichen Lage, in der sich das Lager in Malakand befand, wurde beschlossen, einen kleinen Trupp zum Fort Chakdara zu entsenden, um die dortigen Truppen zu unterstützen. Somit rückte eine aus 50 Sowaren bestehende Einheit unter der Leitung Captain Wrights in Richtung Chakdara aus. Da der nach Chakdara führende Pass von feindlichen Truppen besetzt war, musste Wrights Einheit einen nicht befestigten Weg wählen, welcher zum Teil durch einen Fluss führte. Die Einheit wurde zwar auf diesem fast ungangbaren Weg von den Aufständischen angegriffen, doch gelang es ihr schließlich, Chakdara zu erreichen.
Obwohl das nördliche Lager trotz seiner taktisch ungünstigen Lage in der Nacht zuvor kaum angegriffen worden war, wurde am 27. Juli beschlossen, dasselbige zu räumen und die dort lagernden Truppen in das südliche Lager zu verlegen, um eine Konzentration der Kampfkraft zu erreichen und unnötige Verluste bei der Verteidigung des ungeschützten südlichen Lagers zu vermeiden.
Schon während des Rückzugs wurden die aus dem nördlichen Lager evakuierten Truppen von feindlichen Kämpfern, die nun auch von Stammeskriegern aus dem Gebiet Utman Khel unterstützt wurden, angegriffen. Gedeckt durch das Feuer der 24. Punjab Infanterie und der Guides Cavalry, erreichten schließlich um 8:30 Uhr die letzten Truppen aus dem nördlichen Lager das Südlager.
In der Zwischenzeit hatte die Nachricht von dem Überfall auf die Garnison in Malakand und die Festung Chakdara per Telegramm auch Nowshera erreicht, von wo aus im Morgengrauen Verstärkung nach Malakand entsandt wurde. Noch vor der Infanterie, welche um 19:30 Uhr nach einem siebzehneinhalbstündigen Marsch das Lager erreichte, traf die Guides Cavalry in Malakand ein.
Während diese Verstärkung nach und nach im Lager eintraf, wurde die unter dem Kommando Lieutenant Climos stehende 24. Punjab Infanterie erneut im Zentrum der Stellung attackiert. Doch gelang es den britischen Truppen, von zwei Batterien der Gebirgsartillerie unterstützt, einen erfolgreichen Bajonettangriff durchzuführen, wodurch schließlich die Stammeskrieger zurückgeschlagen wurden.
Um 20:00 Uhr wurde das Lager erneut von allen Seiten angegriffen. Wie schon zuvor kam es wieder im Zentrum der Stellung zu heftigen Kämpfen. Trotz empfindlicher Rückschläge konnten die Aufständischen aber im Laufe der Nacht erneut zurückgeschlagen werden.
Insgesamt wurden während der Kampfhandlungen an diesem Tag 12 Sepoys getötet und 29 verletzt. Unter den britischen Offizieren gab es nur einen Verwundeten.

#### 28. Juli
Im Verlauf des Tages zogen sich die Stammeskrieger in die Ebene von Khar zurück, wo sich Stammeskrieger aus der Region Buner dem Aufstand anschlossen. Während die britischen Soldaten die Befestigung des Lagers verstärkten, wurden sie erneut aus großer Distanz von Scharfschützen unter Feuer genommen. Diesem Beschuss fielen mehrere Pferde zum Opfer. Am Abend wurde das Lager erneut von allen Seiten angegriffen, doch auch diesmal gelang es den Aufständischen nicht, das Lager einzunehmen. Insgesamt wurde an diesem Tag zwei britische Offiziere verletzt, darunter einer schwer. Des Weiteren wurden zwei Sepoys getötet und 13 verletzt.

#### 29. Juli
Am 29. zog sich ein Großteil der Streitmacht der Stammeskrieger erneut in die Ebene zurück, um einen neuen Angriff vorzubereiten, während die Scharfschützen von den Bergen aus ein spontanes Feuer aufrechterhielten, dem wie am Tag zuvor mehrere Pferde zum Opfer fielen. Diese Kampfpause wurde von den britischen Truppen genutzt, um die Befestigung des Lagers weiter auszubauen. Unter anderem wurden einige Bäume gesprengt, die dem Gegner im Kampf Deckung geboten hatten, um ein freies Schussfeld zu schaffen. Um 16 Uhr erreichte Major Stuart Beatson, der die 11. bengalischen Lanzenreiter kommandierte, das Lager und lieferte den dringend benötigten Nachschub an Munition.
In der Nacht griffen die Aufständischen zum letzten Mal mit allen Kräften an. Um 2 Uhr nachts erreichten die Kämpfe ihren Höhepunkt. Dabei gelang es den Aufständischen sogar, die Brustwehr der 24. Punjab Infanterie zu durchbrechen, so dass diese in einen Nahkampf geriet, in dessen Verlauf Lieutenant Costello erneut schwer verletzt wurde. Auf Grund der zuvorigen Rodung einiger Bäume erlitten die Angreifer schwere Verluste. Als um 2:30 Uhr schließlich der Mad Mullah Saidullah verletzt und ein anderer Mullah getötet wurde, brach der Angriff zusammen.
In dieser Nacht wurden insgesamt zwei britische Offiziere schwer verwundet. Darüber hinaus wurde ein Sepoy getötet und 17 weitere verletzt.

#### 30. Juli – 1. August
Am 30. Juli schließlich wurde bekanntgegeben, dass der Generalgouverneur der Entsendung einer Truppe zur Unterstützung des Militärpostens in Malakand und zur Bekämpfung der umliegenden aufständischen Stämme zugestimmt habe. Das Kommando über diese Truppe wurde Brigadegeneral Sir Bindon Blood übertragen.
Um 21:30 Uhr am nächsten Tag starteten die Aufständischen eine letzte nur halbherzig durchgeführte Attacke, in deren Verlauf zwei Männer der britischen Truppen verletzt wurden.
Am nächsten Morgen erreichten die zu Bindon Bloods Truppe gehörenden 38. Dogras und 35. Sikhs, die zuvor auf einem Gewaltmarsch 21 Männer wegen der Überanstrengung verloren und am Fuße des Passes in der Stadt Dargai gelagert hatten, das Camp.
Am Mittag des 1. August traf schließlich Sir Bindon Blood persönlich in Malakand ein. Zwar wurde noch in den nächsten Tagen sporadisch immer wieder aus großer Entfernung in das Lager geschossen, doch wandte sich die Hauptstreitmacht der Stammeskrieger nun der Belagerung Chakdaras zu, womit die Belagerung der Stellung Malakand faktisch endete.

#### Opferzahlen
Insgesamt wurden während der Belagerung des Militärlagers in Malakand 29 Soldaten der britischen Streitkräfte getötet und 145 verletzt. Unter den Getöteten waren drei britische Offiziere und ein britischer Unteroffizier und unter den Verwundeten 10 britische Offiziere. Bei der Mehrzahl der Verwundeten oder Getöteten handelte es sich somit um Sepoys.

### Belagerung der Festung Chakdara
Die Festung Chakdara war auf einer Anhöhe nahe dem Flusse Swat gelegen, über welchen an dieser Stelle eine Hängebrücke führte, die durch die Festung bewacht werden sollte. Zu dem Zeitpunkt, als der Aufstand ausbrach, bestand die Garnison Chakdaras aus 20 Sowaren der 11th Bengal Lancers und zwei Kompanien der 45. Sikhs. Die Gesamtstärke der in Chakdara stationierten Truppe, welche von Lieutenant H. B. Rattray kommandiert wurde, belief sich somit auf ungefähr 200 Mann.

#### 26. Juli
Am 26. Juli meldete ein Sepoy, dass eine große Anzahl paschtunischer Stammeskrieger im Begriff sei, nach Chakdara zu marschieren. Dennoch ritt Lieutenant Rattray nach Khár, um dort an einer Partie Polo teilzunehmen. Als das Spiel gerade beendet war, erhielt Rattray die Nachricht, dass eine große Gruppe Paschtunen auf die Festung vorrücke. Auf dem Rückweg nach Chakdara ritt er an der Streitmacht der Paschtunen vorbei, ohne dass diese Notiz von ihm nahmen. Nur aus diesem Grund gelang es ihm schließlich, die Festung noch rechtzeitig zu erreichen. Kurz bevor die Verbindung unterbrochen wurde, konnte Rattray noch dem Militärlager in Malakand von dem bevorstehenden Angriff zu telegrafieren.
Durch ein Signalfeuer, welches auf Befehl eines verbündeten Khans um 22:15 Uhr entzündet worden war, wurde die Garnison in Chakdara vor einem bevorstehenden Angriff gewarnt. Somit wurde Alarm gegeben, und die Truppen bezogen ihre Posten.
Kurz darauf erfolgte der erste Angriff, bei dem die Aufständischen schwere Verluste erlitten und sich schließlich zurückzogen. Gleich darauf erfolgte an anderer Stelle eine zweite Attacke, die ebenfalls erfolgreich zurückgeschlagen wurde. Um 4 Uhr in der Nacht griffen die Stammeskrieger schließlich zum dritten Mal an, wurden aber erneut zurückgeschlagen, woraufhin sich die Aufständischen in die Berge zurückzogen.

#### 27. Juli
Am 27. Juli erreichte schließlich Captain Wright mit seiner 50 Mann starken Truppe, die im Morgengrauen desselben Tages aufgebrochen war und auf dem Weg nach Chakdara beständig von den Aufständischen verfolgt und angegriffen worden war, die Festung. Die Stammeskrieger, die die Einheit bis kurz vor der Ankunft verfolgt hatten, wurden durch das an der Brücke stationierte Maxim-Maschinengewehr vertrieben.
Um 11:30 Uhr erfolgte bereits der nächste Angriff der Aufständischen, welche die nördliche und östliche Seite des Forts umzingelten. Obwohl sie durch das Gewehrfeuer britischen Truppen schwere Verluste erlitten, hielten die Stammeskrieger lange ihren Angriff aufrecht, was den Einsatz des dem feindlichen Feuer schutzlos ausgelieferten Heliographen und somit die Kommunikation mit dem Lager in Malakand fast unmöglich machte.
Als um 23 Uhr die Paschtunen erneut angriffen, wurden ihnen durch ein 9-Pfünder Geschütz und ein Maxim schwere Verluste zugefügt, dennoch erneuerten sie ihren Angriff um 1:00 Uhr.

#### 28. Juli
Nachdem die Aufständischen am 28. Juli schon den ganzen Tag über größere Distanz die Festung beschossen hatten, erfolgte der nächste Angriff um 17:30 Uhr auf die von der Kavallerie gehaltene Stellung. Allerdings gelang es nur einem Stammeskrieger, den mit Stacheldraht gesicherten Wall zu erklimmen und von dort aus drei Schüsse aus kurzer Distanz auf die Verteidiger abzugeben, bevor er getötet wurde. Somit scheiterte auch dieser Angriff, der erst am nächsten Morgen beendet wurde.

#### 29. Juli
Um 15:00 Uhr am nächsten Tag, rückten die Aufständischen nicht nur Leitern, sondern auch Heubündel mit sich tragend, von der Siedlung Chakdara kommend auf die Festung vor. Dort griffen sie primär den Signalturm der Befestigung an, dessen nur wenige Mann zählende Wache durch ihre von der Hauptbefestigung aus feuernden Kameraden im Kampf unterstützt wurde. Allerdings war die Zahl der Angreifer so groß, dass es ihnen gelang, vor dem Eingang des Turms mit Hilfe der Heubündel Feuer zu legen, welches aber keinen Schaden anrichtete. Zwar wurde der Maschinengewehr Besatzung während es Sonnenuntergangs kurzfristig die Sicht genommen, doch konnte sich die kleine im Turm stationierte Truppe dennoch gegen die Angreifer behaupten, so dass diese um 20:00 Uhr den Schauplatz des Kampfes verließen. Obwohl die Paschtunen die ganze Nacht damit beschäftigt waren, die Leichen ihrer gefallenen Mitkämpfer zu bergen, wurden noch am nächsten Morgen 50 Leichen gesichtet, weshalb davon ausgegangen wurde, dass die Verluste der Angreifer enorm gewesen sein mussten.

#### 30. Juli – 2. August
Am 30. Juli griffen die Stammeskrieger die Festung um 19:00 Uhr, scheiterten aber erneut. Bereits am nächsten Tag griffen die Stammeskrieger um 17:00 Uhr die Festung an. Auch dieser Angriff konnte mit Hilfe der Artillerie und der Maxim-Maschinengewehre zurückgeschlagen werden. Doch gelang es den Stammeskriegern am 1. August durch ihre große zahlenmäßige Überlegenheit, nicht nur das zivile Krankenhaus, dessen Wände sie mit Schießscharten versahen, sondern auch den Raum zwischen der Festung und dem Signalturm zu besetzen, so dass die Wachen des Turms nicht mehr mit Wasser versorgt werden konnten. Somit befand sich die Garnison von Chakdara in einer durchaus prekären Lage, als am 2. August schließlich die unter Befehl des Brigadegenerals William Hope Meiklejohn stehende Entsatzstreitmacht, aus Malakand kommend, in Chakdara eintraf und somit die Belagerung der Festung beendete.

#### Opferzahlen
Insgesamt wurden im Verlauf der Belagerung sieben Sepoys getötet und 13 verletzt. Während der gesamten Belagerung wurde kein britischer Offizier verwundet oder getötet. Wie viele Kämpfer auf der Gegenseite fielen, ist nie offiziell erfasst worden und somit unbekannt. Allerdings ist davon auszugehen, dass die Verluste der Aufständischen wesentlich höher waren als die der Briten.

### Entsatz Chakdaras
Bereits am 1. August stellte Brigadegeneral Meiklejohn eine Einheit zusammen, die die Belagerung durchbrechen und das Fort Chakdara entsetzen sollte. Bereits um 11 Uhr wurden die Guides Cavalry und die 11. bengalischen Lanzenreiter unter dem Kommando Lieutenant-Colonel Adams entsandt, mit dem Auftrag, den Amandara-Pass zu besetzen, sollte er sich nicht in der Hand des Feindes befinden. Allerdings wurde die Truppenbewegung von den Aufständischen bemerkt, weshalb diese schließlich die Kavallerie direkt angriffen. Da der Boden an dieser Stelle sehr zerfurcht war, befanden sich nun die Stammeskrieger im Vorteil, weshalb sich die Kavallerie, deren Flanke nun von der 24. Punjab Infanterie geschützt wurde, wieder zurückzog. Bei diesem Gefecht wurden zwei britische Offiziere verwundet, darunter einer schwer. Ein Kavallerist wurde getötet und 13 weitere verletzt.
Als Sir Bindon Blood schließlich eintraf, befand sich Brigadegeneral Meiklejohn mitten in der Planung für einen neuen Versuch, eine Entsatztruppe nach Chakdara zu entsenden. Blood entband Meiklejohn von seinem Kommando über den Militärposten Malakand und übertrug ihm die Leitung der Entsatztruppe. Das Kommando über das Camp wurde Colonel Reid übertragen.
Meiklejohn wurde angewiesen, die für die Befreiung Chakdaras vorgesehenen Truppen zu versammeln und diese im Zentrum des Lagers campieren zu lassen. Allerdings kam es in der Nacht zwischen 11 und 12 Uhr erneut zu einem Angriff, der die Truppe dazu zwang, in Gefechtsbereitschaft zu gehen, und erst gegen Morgen zurückgeschlagen wurde. Am 2. August ließ Meiklejohn seine Truppen im Morgengrauen nah an die Stellung des Gegners vorrücken und diese in einem Überraschungsangriff nehmen, wodurch der Belagerungsring um den Posten durchbrochen wurde und der Weg nach Chakdara frei war. Während die 11. bengalischen Lanzenreiter nun die fliehenden Aufständischen in der Ebene verfolgten, besetzten die Guides den Amandara-Pass und entsetzten Chakdara.
Bei diesem Einsatz wurden insgesamt sieben Sepoys getötet und 26 weitere verwundet. Unter den britischen Offizieren gab es keine Verluste.